# Libethra strigiventris
Libethra strigiventris är en insektsart som först beskrevs av John Obadiah Westwood 1859.  Libethra strigiventris ingår i släktet Libethra och familjen Diapheromeridae. Inga underarter finns listade i Catalogue of Life.